# Sainte-Colombe-la-Commanderie
Sainte-Colombe-la-Commanderie ist eine französische Gemeinde mit 854 Einwohnern (Stand: 1. Januar 2022) im Département Eure in der Region Normandie; sie gehört zum Arrondissement Bernay und zum Kanton Le Neubourg.

## Geografie
Sainte-Colombe-la-Commanderie liegt etwa 18 Kilometer nordwestlich des Stadtzentrums von Évreux. Umgeben wird Sainte-Colombe-la-Commanderie von den Nachbargemeinden Crosville-la-Vieille im Norden, Saint-Aubin-d’Écrosville im Nordosten, Graveron-Sémerville im Osten, Le Tilleul-Lambert im Süden, Combon im Westen sowie Le Tremblay-Omonville im Nordwesten.

## Geschichte
Bis 1969 hieß die Gemeinde Sainte-Colombe-la-Campagne.
| Jahr      | 1846 | 1881 | 1936 | 1962 | 1968 | 1975 | 1982 | 1990 | 1999 | 2006 | 2018 |
| --------- | ---- | ---- | ---- | ---- | ---- | ---- | ---- | ---- | ---- | ---- | ---- |
| Einwohner | 769  | 482  | 286  | 343  | 345  | 441  | 498  | 546  | 588  | 639  | 862  |

## Sehenswürdigkeiten

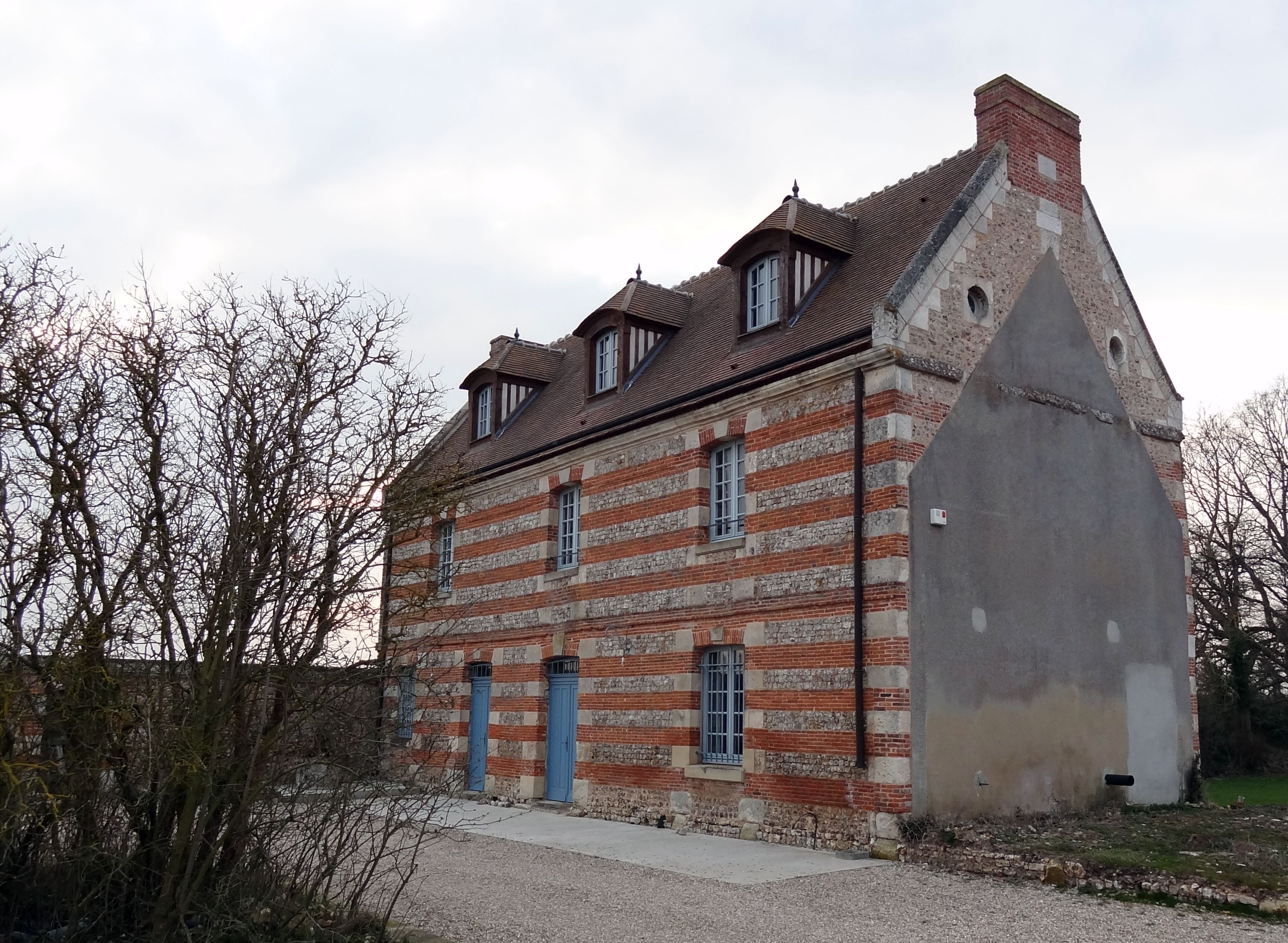
Kommanderie, Amtshaus

- Kirche Sainte-Colombe aus dem 16. Jahrhundert, Umbauten aus dem 18. Jahrhundert
- altes Pfarrhaus
- Kommanderie, seit 1992 Monument historique
- Große Zehntscheune